# Tvorba hudby počítačem
Tvorba hudby počítačem je hudba tvořená za pomoci počítačů. Lze formalizovat skladbu a tvorbu, například analýzou vztahů mezi jednotlivými tóny, stupnicemi nebo frázemi. Touto myšlenkou se počítačoví odbornici zaobírali už od 50. let 20. století a postupně se vytvořilo mnoho přístupů, které hudbu analyzují nebo vytvářejí na základě matematických modelů algoritmů nebo heuristických strategií.

## Dělení tvorby hudby počítačem
- Automatizovaná kompozice (Automated Composition)
- Počítačem podporovaná kompozice (Computer Aided Composition)

Obě kategorie mají za cíl vytvořit novou nebo upravit existující skladbu pomocí počítače. Rozdílný je ale požadovaný hudební výsledek, kterého chceme dosáhnout, protože v jednom nebo druhém případě se může značně lišit.